# 迷っても行きたい!!路地裏の名店
『迷っても行きたい!!路地裏の名店』（まよってもいきたい!!ろじうらのめいてん）は、テレビ東京系列の『日曜ビッグバラエティ』枠で不定期に放送されていたグルメバラエティ番組である。テレビ東京とスーパーテレビジョンの共同製作。

## 放送日時
| 回数  | 年     | 放送日   | 日時               | リポーター                                                                                 |
| ----- | ------ | -------- | ------------------ | ------------------------------------------------------------------------------------------ |
| 第1回 | 2011年 | 3月6日   | 日曜 19:54 - 21:48 | 水野裕子、東貴博、友近、山本太郎、松村邦洋                                                 |
| 第2回 | 2011年 | 10月23日 | 日曜 19:54 - 21:48 | 東貴博、田中卓志（アンガールズ）、蛭子能収、友近、松村邦洋、山本太郎                       |
| 第3回 | 2012年 | 5月13日  | 日曜 19:54 - 21:48 | 東貴博、蛭子能収、島崎和歌子、友近、堀内孝雄、パパイヤ鈴木、水野裕子                       |
| 第4回 | 2013年 | 1月27日  | 日曜 19:54 - 21:48 | 東貴博、仁科亜季子、島崎和歌子、ノッチ（デンジャラス）、パパイヤ鈴木、堀内孝雄             |
| 第5回 | 2013年 | 6月2日   | 日曜 19:54 - 21:48 | 東貴博、島崎和歌子、スギちゃん、坪倉由幸（我が家）、パパイヤ鈴木、堀内孝雄                 |
| 第6回 | 2013年 | 12月15日 | 日曜 19:54 - 21:48 | 東貴博、博多華丸（博多華丸・大吉）、堤下敦（インパルス）、松本明子、パパイヤ鈴木、堀内孝雄 |
| 第7回 | 2015年 | 1月18日  | 日曜 19:54 - 21:48 | 松方弘樹、島崎和歌子、博多華丸（博多華丸・大吉）、東貴博、堤下敦（インパルス）、山口智充   |
| 第8回 | 2015年 | 6月7日   | 日曜 19:54 - 21:48 | 松方弘樹、島崎和歌子、篠原ともえ、馬場園梓（アジアン）、東貴博、レッド吉田（TIM）          |
| 第9回 | 2016年 | 1月31日  | 日曜 19:54 - 21:48 | 梅宮辰夫、松方弘樹、藤吉久美子、東貴博、浜口京子、具志堅用高                               |

## スタッフ

### 第5回（2013年6月2日放送分）
- ナレーション：松村邦洋、笠原留美
- 構成：いとうなお、弓場伸治
- 技術協力：ヴィ・ビジョンスタジオ、ディープ（第5回）、港家、Zeta
- カメラ：福永遼太（第5回）、小川正明、倉渕宏幸（第5回）、千葉譲司
- 音声：高野大樹、高橋勇士、菅野一哉・後田良（第5回）
- 編集：堤晴人（テクノマックス）
- MA：大前智浩（テクノマックス）
- 音効：塩谷弘樹、太田省吾（第5回）（共に音響企画）
- イラスト：井澤由花子
- リサーチ：スコープ、ブルーマウンテン
- 番宣：澁谷牧代（テレビ東京）
- デスク：吉田麻紀子（テレビ東京）
- AD：金子正明、櫻谷勇介、島村千佳・前田千明・尾嶌幸佑（第5回）
- ディレクター：米田裕二、植木光雄、中山康司、木塚圭司（第5回）
- 演出：熊谷充史
- プロデューサー：矢部宏光（テレビ東京・第5回）、松崎俊顕、工藤真一
- チーフプロデューサー：加藤正敏（テレビ東京）
- 制作：テレビ東京、スーパーテレビジョン

### 過去
- 技術協力：パワービジョン
- カメラ：田村雄一、野中康弘、丸山宗広
- 音声：小笹直樹、小島一、線引友美
- リサーチ：森祐介（スコープ）、矢野達広（ブルーマウンテン）
- AD：金子正明、櫻谷勇介、宮山千春
- プロデューサー：高瀬義和（テレビ東京）